# Janowo (powiat nowodworski)
Janowo – wieś sołecka w Polsce położona w województwie mazowieckim, w powiecie nowodworskim, w gminie Zakroczym.
Prywatna wieś szlachecka położona była w drugiej połowie XVI wieku w powiecie zakroczymskim ziemi zakroczymskiej województwa mazowieckiego. W latach 1975–1998 miejscowość należała administracyjnie do województwa warszawskiego. 
Janowo położone jest na skrzyżowaniu dróg prowadzących w kierunku Nowe Miasto, Modlin, Nasielsk i Zakroczym. We wsi znajduje się zabytkowy fort, który służył w obronie Twierdzy Modlin. 
Wierni kościoła rzymskokatolickiego należą do parafii Kroczewo. Kaplica, do której należą wierni ze wsi Janowo, Błogosławie, Smoły oraz Zaręby znajduje się w Wojszczycach.